# Smalvelės upė ir šlapžemės
Smalvelės upė ir šlapžemės este o arie protejată (arie specială de conservare — SAC, sit de importanță comunitară — SCI) din Lituania întinsă pe o suprafață de 547 ha, integral pe uscat.

## Localizare
Centrul sitului Smalvelės upė ir šlapžemės este situat la coordonatele 55°38′09″N 26°27′20″E / 55.6358°N 26.4556°E.

## Înființare
Situl Smalvelės upė ir šlapžemės a fost declarat sit de importanță comunitară în iunie 2005 pentru a proteja 3 specii de plante și 3 specii de animale. Situl a fost protejat și ca arie specială de conservare în decembrie 2018.

## Biodiversitate
Situată în ecoregiunea boreală, aria protejată conține 3 habitate naturale: Lacuri eutrofice naturale cu vegetație de tip Magnopotamion sau Hydrocharition, Mlaștini turboase de tranziție și turbării mișcătoare, Păduri caducifoliate de mlaștină fino-scandinave.
La baza desemnării sitului se află mai multe specii protejate:
- plante (3): turiță (Agrimonia pilosa), Hamatocaulis vernicosus, moșișoare (Liparis loeselii)
- amfibieni (1): buhai de baltă cu burta roșie (Bombina bombina)
- mamifere (1): vidră de râu (Lutra lutra)
- nevertebrate (1): libelule (Leucorrhinia pectoralis)

Pe lângă speciile protejate, pe teritoriul sitului au mai fost identificate 3 specii de plante, 18 specii de păsări, 4 specii de nevertebrate.